# マルダーI
マルダーI（独： Marder I）は、第二次世界大戦期にナチス・ドイツが開発した対戦車自走砲である。1940年のフランス占領により数百輌を鹵獲した砲牽引車・装甲輸送車であるロレーヌ 37L (Tracteur Blinde 37L "Lorraine") をベースに、7.5 cm PaK 40対戦車砲を搭載している。
制式名は7.5cm40式1型対戦車砲搭載ロレーヌ牽引車 (f) 型自走砲 (7.5cm PaK40/1 auf Geschützwagen Lorraine Schlepper (f)) で、マルダーは「テン（貂）」の意味。制式番号 Sd.Kfz. 135。資料によってマーダーもしくはマルダーと表記される。

## 概要
バルバロッサ作戦の初期段階から、ドイツ国防軍は牽引式の対戦車砲やI号対戦車自走砲といった装備よりも、より機動力に富み、より強力な対戦車対策が必要であることを実感していた。この要求は1941年末期から緊急課題となった。これは、ソ連が新しい戦車（T-34やKV-1など）を投入してきたためである。
暫定的な解決策として、旧式となったII号戦車や、鹵獲したロレーヌのような車輌を、対戦車自走砲に改造することが決定された。これがマルダーシリーズで、7.5 cm PaK 40/1対戦車砲かソ連から大量に鹵獲したF-22 76mm野砲を改造した7.62 cm PaK 36(r) 対戦車砲を搭載することとなった。

## 開発経緯
マルダーIは1942年5月に、ロレーヌの車台に7.5cm PaK 40 対戦車砲を取り付けて開発された。本車はエンジンが車体中央に配置されていたため自走砲向きの設計で、車体後部の乗員用コンパートメントが撤去され、代わりに砲とオープントップ式の戦闘室が設置された。これは小火器による銃撃から乗員と砲を守るため、10～9mm厚の装甲板で構成されていた。
170輌のマルダーIがロレーヌの車台から改造された。また数十輌の単位で、他のフランス軍戦車（オチキスH-39やFCM36も含まれる）から改造された対戦車自走砲も存在した。

## 戦歴
最初のマルダーIは、1942年の東部戦線に投入され、歩兵師団の戦車猟兵 (Panzerjäger) 大隊に配備された。しかしこれらはすぐにフランスに後送され、そこで用いられた。これはロレーヌ牽引車や、他のフランス軍車輌からの部品調達が容易であったのが主な理由である。そして連合軍のノルマンディー上陸作戦以降、フランスなど西部戦線で実戦に参加した。